# Anaretella nitida
Anaretella nitida är en tvåvingeart som först beskrevs av Edwards 1928.  Anaretella nitida ingår i släktet Anaretella och familjen gallmyggor. Inga underarter finns listade i Catalogue of Life.